# Pelusios chapini
Pelusios chapini är en sköldpaddsart som beskrevs av  Raymond Ferdinand Laurent 1965. Pelusios chapini ingår i släktet Pelusios och familjen pelomedusasköldpaddor. Inga underarter finns listade i Catalogue of Life.

## Utbredning
Arten förekommer i dom västra, norra och centrala delarna av Kongo samt Centralafrikanska republiken, Gabon och Kamerun.